# Mexichromis tura
Mexichromis tura is een zeenaaktslak die behoort tot de familie van de Chromodorididae. Deze slak komt voor in het oosten van de Grote Oceaan, van Mexico tot Panama.
De slak heeft een zwarte lichaamskleur, met oranje stippen. De mantelrand is driekleurig: zwart, oranje en lichtblauw tot wit. De rinoforen zijn compleet zwart. De kieuwen zijn lichtoranje en hebben paarse toppen. De voet van de slak is zwart met een dunne oranje streep in het midden. Ze wordt, als ze volwassen is, zo'n 10 mm lang.